# Java Naming and Directory Interface
Java Naming and Directory Interface (JNDI) — это набор Java API, организованный в виде службы каталогов, который позволяет Java-клиентам открывать и просматривать данные и объекты по их именам. Как любой другой Java API, как набор интерфейсов, JNDI не зависит от нижележащей реализации. В дополнению к этому, он предоставляет реализацию service provider interface (SPI), которая позволяет службам каталогов работать в паре с каким-либо фреймворком. Это может быть сервер, файл или база данных.
Концепция JNDI основана на двух основных определениях: ассоциация и контекст. Ассоциация (англ. binding) — это соответствие JNDI-имени и объекта. Контекст (англ. context) — это среда, в которой хранится набор ассоциаций между объектами и именами.

## Архитектура

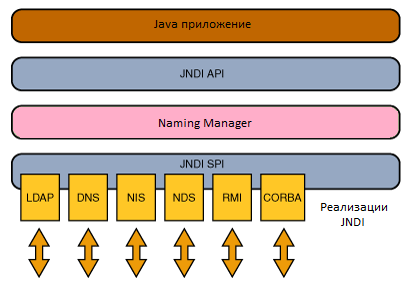
Архитектура JNDI

Сервисы Java RMI и Jakarta EE API используют подходы, описанные в JNDI API, для поиска объектов в сети.
API предоставляет:
- механизм ассоциации (связывания) объекта с именем;
- интерфейс просмотра каталогов для выполнения общих запросов;
- интерфейс событий, который позволяет определить клиентам, когда элементы каталога были изменены;
- LDAP-расширение для поддержки дополнительных возможностей LDAP-сервисов.[2]

SPI часть интерфейсов позволяет поддерживать практически любой тип именования каталогов, включая:
- LDAP
- DNS
- NIS
- сервис именования CORBA
- файловая система[3]

## Создание контекста
Для обращения к контексту и работы с JNDI требуется импорт и взаимодействие с API и классами из пакета javax.naming.
```
import
 
javax.naming.Context
;

import
 
javax.naming.InitialContext
;

import
 
javax.naming.NamingException
;

```

В простейшем случае, из метода main() создаётся начальный контекст. Тип именования каталогов указывается с помощью установки переменных среды. Один из вариантов их установки — использование объекта типа Hashtable, который передаётся в конструктор класса InitialContext:
```
Hashtable
 
env
 
=
 
new
 
Hashtable
();

env
.
put
(
Context
.
INITIAL_CONTEXT_FACTORY
,
 
"com.sun.jndi.fscontext.RefFSContextFactory"
);

Context
 
ctx
 
=
 
new
 
InitialContext
(
env
);

```

Извлечь ранее сохранённый объект из контекста возможно с помощью вызова Context.lookup() на объекте контекста:
```
Object
 
obj
 
=
 
ctx
.
lookup
(
"/com/sampleproject/SampleObject"
);

```